# 羅晟
羅晟（1408年—1467年），字公亮，四川省重慶府巴縣人，雲南臨安衛軍籍，治《書經》，年四十四歲中式景泰二年辛未科第三甲第六十二名進士。八月初八日生，行一，曾祖羅廷振；祖羅添奇；父羅鏞；母江氏。具慶下，妻楊氏，繼妻朱氏；弟昊；旻；㬎。由國子生中式雲南鄉試第六名舉人，會試中式第三十六名。